# وادزورث (اوهایو)
وادزورث(به انگلیسی: Wadsworth) شهری در ایالت اوهایو کشور ایالات متحده آمریکا است که جمعیت آن در سرشماری سال ۲۰۱۰ میلادی، ۲۱٬۵۶۷ نفر بوده‌است.